# 15262 Abderhalden
15262 Abderhalden è un asteroide della fascia principale. Scoperto nel 1990, presenta un'orbita caratterizzata da un semiasse maggiore pari a 3,2041331 UA e da un'eccentricità di 0,1503473, inclinata di 0,63879° rispetto all'eclittica.